# Strejevoï
Strejevoï (en russe : Стрежевой) est une ville de l'oblast de Tomsk, en Russie, dans le raïon Aleksandrovski. Sa population s'élevait à 41 688 habitants en 2013.

## Géographie
Strejevoï se trouve sur la rive droite de l'Ob, à 60 km au sud-est de la gare ferroviaire de Nijnevartovsk, à 634 km au nord-ouest de Tomsk et à 2 366 km au nord-est de Moscou.

## Histoire
Strejevoï est fondée en 1966 près du village de Strejevaïa. Elle reçoit le statut de commune urbaine en 1967 et celui de ville en 1978.
OAO Tomskneft, une entreprise pétrolière de Tomsk contrôlée par Rosneft s'est développée à Strejevoï dans les années 1960 et 1970, en finançant la plupart des logements et des services publics (écoles, hôpital, aéroport, etc.).

## Population
Recensements (*) ou estimations de la population
| 1959* | 1970* | 1979*  | 1989*  |
| ----- | ----- | ------ | ------ |
| 800   | 8 441 | 23 121 | 43 348 |

| 2002*  | 2010*  | 2012   | 2013   |
| ------ | ------ | ------ | ------ |
| 43 815 | 42 219 | 41 899 | 41 688 |